# U55 (Metro de Berlim)

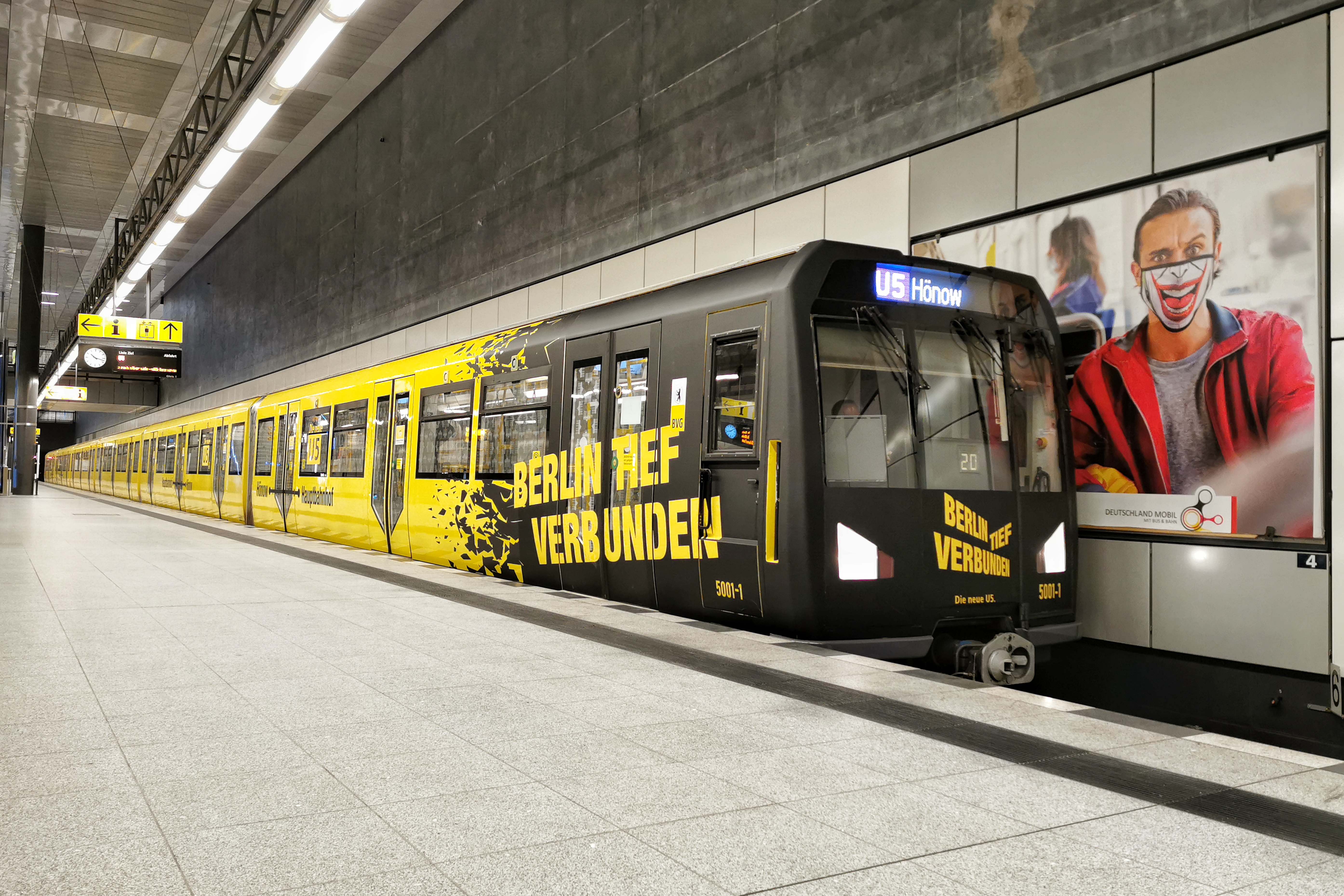
Uma unidade H parada na Estação Central de Berlim na antiga linha U55 (atual Linha U5).

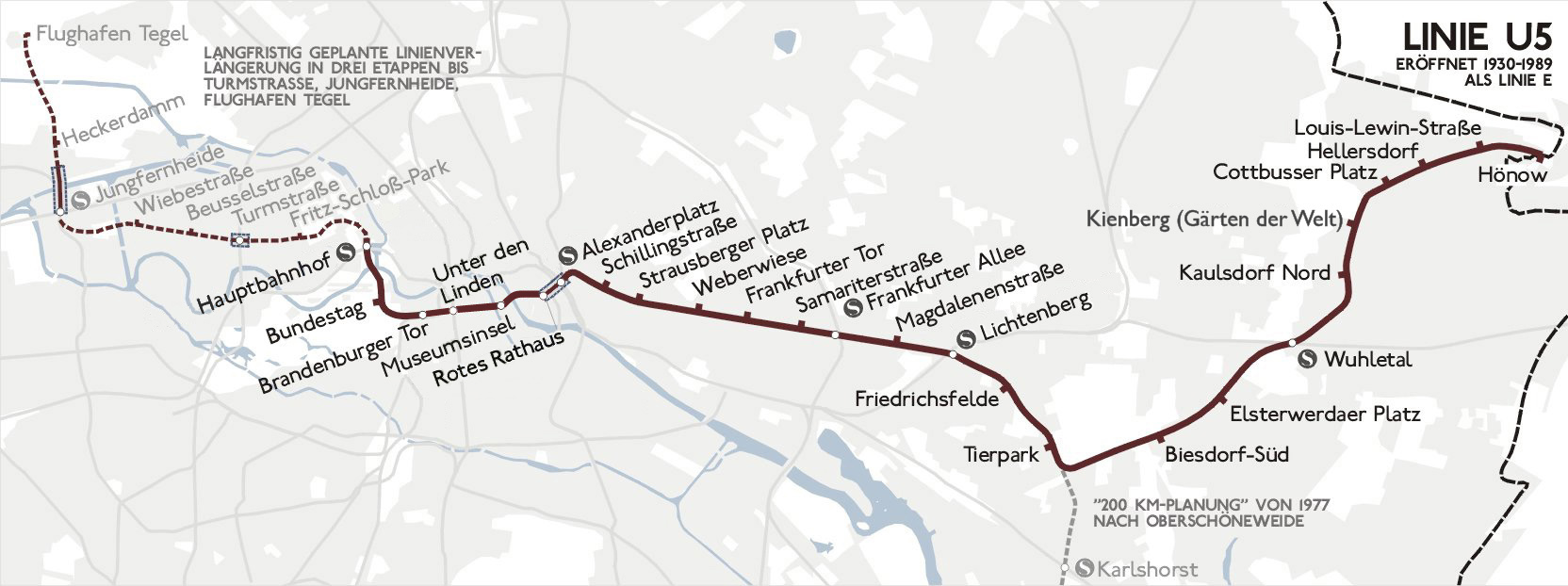
Linha 5 da U-Bahn de Berlim

U55 foi uma pequena linha da U-Bahn de Berlim na Alemanha. Nasceu como parte separada da linha U5 junto com a nova Estação Central de Berlim e os tuneis norte-sul ferroviario e rodoviário nos anos 2000 até 2006. O tráfego da linha U55 foi inaugurado em 2009, circulando entre as estações de Estação Central, e Brandenburger Tor. Tem ao todo 3 estações.

A prolongação da linha U5 com o seu terminal actual em Alexanderplatz para conectar com a linha U55 na Brandenburger Tor é foi feita em 2012. Em Março de 2020, a linha U55 terminou suas operações e voltou a fazer parte da linha U5. 